# Issah Abass
Issah Abass, né le 26 septembre 1998 à Asokwa (en) au Ghana, est un footballeur ghanéen. Il joue au poste d'ailier gauche au GD Chaves.

## Biographie

### Olimpija Ljubljana
Originaire du Ghana, Issah Abass arrive en janvier 2017 en Slovénie et s'engage avec l'Olimpija Ljubljana. Il joue son premier match pour le club le 5 mars 2017, contre le NK Rudar Velenje. Il entre en jeu ce jour-là et son équipe est battue par quatre buts à deux.
Le 11 juillet 2018 il joue son premier match de Ligue des champions face au Qarabağ FK. Rencontre où Abass est expulsé et que son équipe perd sur le score de un but à zéro.

### FSV Mayence
Le 31 août 2018, dans le dernier jour du mercato estival, Issah Abass est recruté par le FSV Mayence. Le 6 octobre 2018 Abass fait sa première apparition sous les couleurs de Mayence lors d'un match de Bundesliga face au Hertha Berlin (0-0).

### Prêts successifs
Abass est prêté au FC Utrecht pour la saison 2019-2020 d'Eredivisie.
Le 4 janvier 2021, Abass est prêté jusqu'à la fin de la saison au FC Utrecht.
Le 29 juin 2021, Issah Abass rejoint cette fois la Croatie, étant prêté au HNK Rijeka pour une saison par Mayence,.

### GD Chaves
Après avoir résilié son contrat avec le FSV Mayence le 31 août 2022 d'un commun accord, Abass trouve un autre point de chute au Portugal. Il s'engage librement le 21 septembre 2022 avec le GD Chaves pour un contrat de trois ans, soit jusqu'en juin 2025,.

## Palmarès

### En club
Olimpija Ljubljana
- Champion de Slovénie
  - 2017-2018
- Vainqueur de la Coupe de Slovénie
  - 2017-2018